# 石垣駅
石垣駅（いしかきえき）は、鹿児島県南九州市頴娃町別府にある、九州旅客鉄道（JR九州）指宿枕崎線の駅である。駅アイコンは「お茶の特産地」として茶摘みの絵柄が表示されている。

## 歴史
- 1963年（昭和38年）10月31日：国鉄指宿枕崎線の駅として開設[1][2]。旅客のみ取扱う無人駅[3]。
- 1987年（昭和62年）4月1日：国鉄分割民営化に伴い、JR九州の駅となる[1]。

## 駅構造
単式ホーム1面1線を有する地上駅。

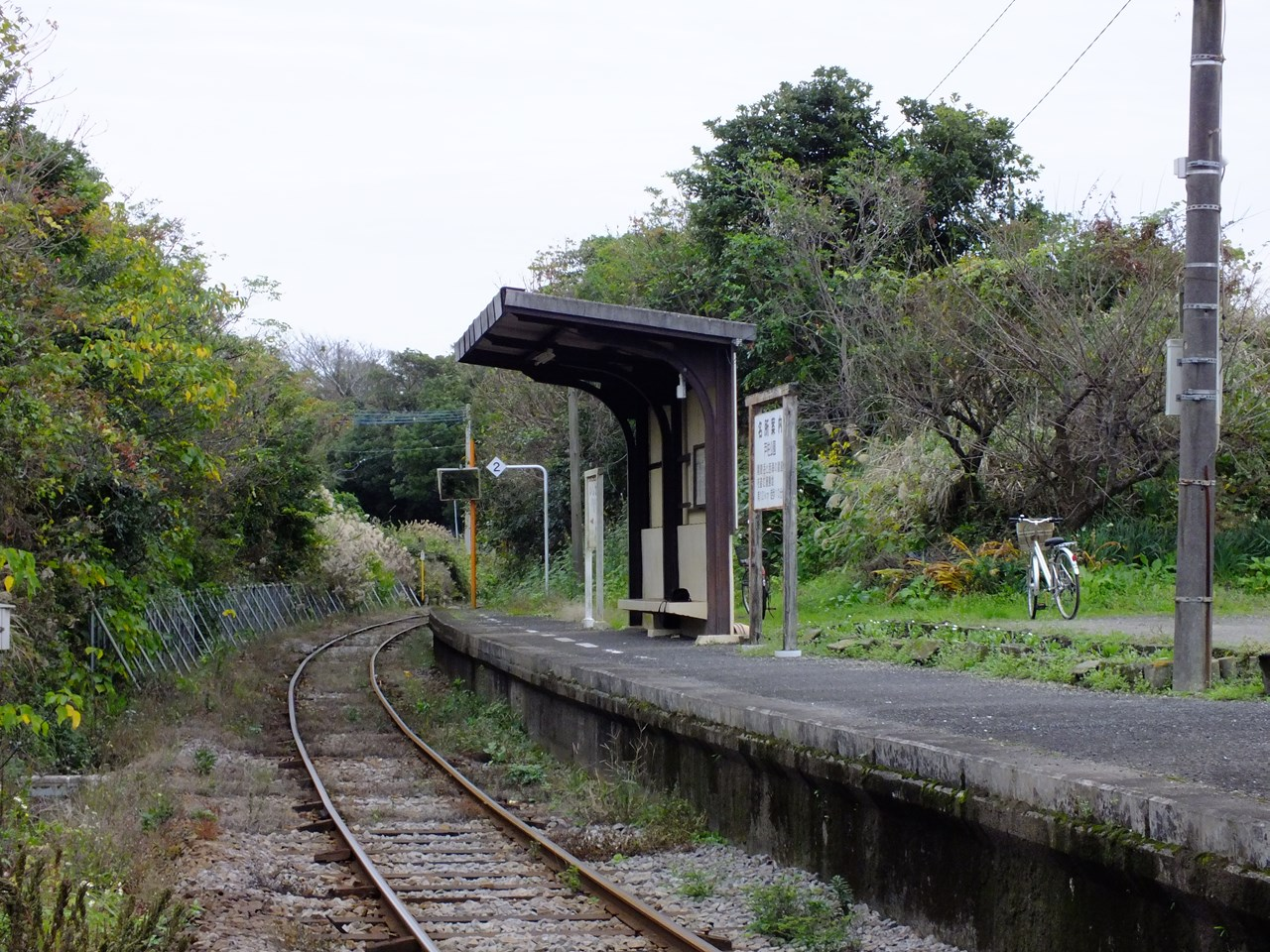
ホーム（2018年12月、踏切より）

無人駅。駅舎は無く、ホームに旅客上屋が設置されている。

## 利用状況
- 2015年度の1日平均乗車人員は19人である。

| 年度 | 1日平均 乗車人員 | 1日平均 乗降人員 |
| ---- | ---------------- | ---------------- |
| 2007 | 25               | 51               |
| 2008 | 19               | 40               |
| 2009 | 17               | 35               |
| 2010 | 18               | 37               |
| 2011 | 17               | 35               |
| 2012 | 18               | 37               |
| 2013 | 18               | 37               |
| 2014 | 12               | 25               |
| 2015 | 19               | 40               |

## 駅周辺
- 国道226号
- 石垣郵便局
- 戸柱公園（開聞岳を望む溶岩性海岸で景勝地。当駅より徒歩10分）

## 隣の駅
九州旅客鉄道（JR九州）
■指宿枕崎線
御領駅 - 石垣駅 - 水成川駅